# UMS Boat
UMS Boat — суднобудівне підприємство розташоване в Києві. Займається серійним виробництвом човнів і катерів з алюмінію і трейлерів.

## Історія
Українська компанія УМС-Бот, заснована у 2000 році.
Починаючи від 2003 року продукція компанії поставляється на експорт. Зокрема катери й причепи під маркою UMS експлуатуються у Швеції, Фінляндії, Норвегії, Росії, республіці Молдова, Румунії, Грузії й Гані.
Також компанія поставляє катери для Морської охорони ДПСУ, а також екологічній та річковій інспекціям.
У липні 2005 року начальник прес-служби Азово-Чорноморського регіонального управління ДПСУ Сергій Піддубний повідомив, що тендер на постачання катерів для морської охорони прикордонної служби виграла київська компанія «UMS», яка збирає судна за американською ліцензією й в подальшому на озброєння мають надійти американські катери «Galion 280» й «Gala 640».
Протягом 2005—2006 років були закуплені 52 катери для охорони річкових ділянок кордону (типу «Galeon−280», «UMS-600», «Galia-640» й «Heavy Duty 460»).
16 листопада 2018 року Київська компанія UMS спустила на воду чергову модифікацію малого прикордонного катера проєкт UMS-1000 - «PC 12 M-2», який відмінно зарекомендував себе в українській Морській охороні.
У липні 2019 року завершено драматичний тендер на побудування трьох лоцманських катерів для філії «Дельта-лоцман» ДП Адміністрація Морських Портів України. Переможцем стала київська верф UMS Marine, що відома своїми проєктами швидкісних катерів. Нагадаємо, що наприкінці минулого року вперше було оголошено тендер на постачання 3-х лоцманських катерів. Строк постачання – 31 грудня 2021 року.
14-17 вересня 2019 року у Лондоні на виставці Defense and Security Equipment International (DSEI), був представлений новий 15-метровий швидкісний патрульний катер М15. Спільний проєкт шведських Volvo Penta і Marell розроблений за участі київської компанії UMS, яка виготовила корпус катера.